# ユリカ
ユリカは、名古屋市交通局が発行していた、名古屋市営地下鉄・名古屋市営バス共通磁気乗車カード。名称には名古屋市の花であるユリと「有利なカード」という意味を掛け合わせている。

## 概要
1998年5月6日導入。ストアードフェアシステムに対応し、地下鉄利用時は自動改集札機に直接投入して利用し、バス利用時はカードリーダーに通して利用する。大人用と子供専用のカードがあり、昼間割引専用など10種類の設定がある。残額が少なくなった時のために積み増しができるようになっている。
なお、以前発売されていたリリーカードや回数乗車券はユリカ導入とともに姿を消している。
また、2003年3月27日、名鉄小牧線にストアードフェアシステムが導入された（SFパノラマカード）のを機にトランパスとして共通化され、バス・地下鉄共通大人用ユリカがトランパス導入の各社局でも使用できるようになった。
2011年2月11日のICカード乗車券manaca導入に伴い、その前日の2月10日に発売を終了した。その後2012年2月29日をもって利用終了となった。

## カードの種類

### バス・地下鉄共通
大人用はトランパス対応。
- 大人用
  - ユリカ500（発売額：500円、500円分使用可能）※贈答・記念品用
  - ユリカ1000（発売額：1,000円、1,000円分使用可能）
  - ユリカ2200（発売額：2,000円、2,200円分使用可能）
  - ユリカ3300（発売額：3,000円、3,300円分使用可能）
  - ユリカ5600（発売額：5,000円、5,600円分使用可能）
- 子供・特割（身体障がい者等の割引適用者）専用（名鉄バス、名古屋ガイドウェイバスでも使用可）
  - ユリカ1100（発売額：1,000円、1,100円分使用可能）

### 地下鉄昼間割引専用
地下鉄専用。平日10～16時の改札入場時（券売機・精算機では使用時）に利用可。土曜・日曜・祝日は終日利用できる。
- 大人用：ユリカ2400（発売額：2,000円、2,400円分使用可能）
- 子供専用：ユリカ1200（発売額：1,000円、1,200円分使用可能）

### バス昼間割引専用
市バス・名鉄バス・名古屋ガイドウェイバスガイドウェイバス志段味線（ゆとりーとライン）で、平日10～16時の乗車時（基幹2号系統のみ降車時）に利用可。土曜・日曜・祝日は終日利用できる。
- 大人用：ユリカ2800（発売額：2,000円、2,800円分使用可能）
- 子供専用：ユリカ1400（発売額：1,000円、1,400円分使用可能）

## 積み増し
バス・地下鉄共通ユリカおよび地下鉄昼間割引専用ユリカの残額が残り少なくなった場合に古いユリカの残額を新たに購入するユリカに積み増すことができる。
- 積み増しできる条件
  - 大人用のユリカで残額が310円以下の場合。
  - 子供・特割専用、こども専用ユリカで残額が150円以下の場合。
- 積み増しできるユリカ
左側のユリカの残額が少なくなった場合（上記の金額以下）、右側のユリカを新規購入する場合にのみ積み増しできる。
  - ユリカ500・ユリカ1000・ユリカ2200・ユリカ3300・ユリカ5600（バス・地下鉄共通大人用ユリカ）
→ユリカ2200・ユリカ3300・ユリカ5600に積み増しできる
  - ユリカ1100（バス・地下鉄共通こども・特割専用ユリカ）
→ユリカ1100に積み増しできる
  - ユリカ2400（地下鉄昼間割引専用大人用ユリカ）
→ユリカ2400に積み増しできる
  - ユリカ1200（地下鉄昼間割引専用こども専用ユリカ）
→ユリカ1200に積み増しできる
- 積み増し方法
上部が緑色の新型自動券売機で取り扱う。
  1. 残額が少なくなったユリカを自動券売機に投入する。
  2. お金を自動券売機に投入する。
  3. 「積み増し」ボタンを押す。
  4. 購入するユリカの金額ボタンを押す。
  5. 新しいユリカと古いユリカの両方が出てくる。
    - 古いユリカの残額は＝線で消去され、使用できない。
    - 新しいユリカには購入金額に加え、古いユリカの残額が積み増しされ、表には「積増」と表示される。

## 乗継割引
バス・地下鉄共通ユリカで、地下鉄と市バス、市バス同士を90分以内に乗り継ぐ場合で、同じユリカで乗り継ぐ場合は80円（子供40円）引きとなる。他、トランパス利用会社でも乗継割引がある。詳細はトランパスの乗継割引を参照。

## 払い戻し
2011年2月10日までユリカ500・ユリカ1000以外、払戻し手数料200円を差し引いて払い戻しができる。
残額から発売時に付加したプレミアム分（例：ユリカ5600なら600円）を差し引き、さらに手数料を差し引いた残額が返金される。
なお、manaca導入に伴って2011年2月11日より手数料無しでの払い戻しが開始された。（ユリカ500・ユリカ1000含む。但し、プレミアムの部分が考慮され残額が全額返金されるわけではない。）
残額×発売金額/購入時の利用可能額（10円未満切り上げ。）で返金される。直接manacaへの移行は不可。
2012年2月末日までユリカはそのまま使うことも出来る。

## 印字満杯
カード裏面には最高43回までの乗降記録が印字可能。ただし、残額が残っているいないに関わらず43回分に達すると「印字満杯」と印字されて使用ができなくなる。印字満杯のカードは駅窓口または券売機にて再発行が可能。

## 利用可能線区
名古屋市交通局などトランパス加盟各社局と名古屋ガイドウェイバス。
「トランパス」を参照のこと。

## その他
子供用ユリカ（ユリカ1100、バス子供用ユリカ1400、昼間割引子供用ユリカ1200）は子供専用であるため、当該カードを使用していた子供が中学生以上になった場合には使えなくなる。それで、4月1日より、そのユリカを地下鉄駅（名鉄管理の上小田井駅・上飯田駅は除く）の改札窓口へ持参するとその残額を大人用ユリカに、無手数料で移し換えしてもらうことが出来る。
2007 - 2008年頃、ドニチエコきっぷ等の一日乗車券と同様に、観光施設入場時にユリカを提示すると料金が割引になるサービスがあった。